# Diocese de Málaga
A Diocese de Málaga (em latim: Dioecesis Malacitanus) é uma diocese da Igreja Católica localizada no município de Málaga, na província de Málaga, comunidade autónoma de Andaluzia. É pertencente a Arquidiocese de Granada na Espanha. Foi fundada em 4 de agosto de 1486 pelo Papa Inocêncio VIII. Com uma população católica de 1 290 000 habitantes, sendo 75,1% da população total, possui 303 paróquias com dados de 2022.

## História
Em 4 de agosto de 1486 o Papa Inocêncio VIII cria a Diocese de Málaga. Em 1957 a Diocese de Málaga perde território para a Arquidiocese de Granada. Em 1958  a Diocese de Málaga ganha parte dos territórios da Arquidiocese de Sevilha a da Diocese de Córdova. No mesmo ano a diocese perde território para a Arquidiocese de Sevilha.

## Prelados
A seguir uma lista de bispos desde a criação da diocese em 1486.
|        | Nome                                      | Período     | Notas                                       |
| Bispos | Bispos                                    | Bispos      | Bispos                                      |
| ------ | ----------------------------------------- | ----------- | ------------------------------------------- |
| 54.º   | José Antonio Satué Huerto                 | 2025 -      | Atual                                       |
| 53.º   | Jesús Esteban Catalá Ibáñez               | 2008 - 2025 |                                             |
| 52.º   | Antonio Dorado Soto                       | 1993 - 2008 |                                             |
| 51.º   | Ramón Buxarrais Ventura                   | 1973 - 1991 | Bispo emérito                               |
| 50.º   | Ángel Suquía Goicoechea                   | 1969 - 1973 | Nomeado arcebispo de Santiago de Compostela |
| 49.º   | Emilio Benavent Escuín                    | 1967 - 1968 | Nomeado arcebispo coadjutor de Granada      |
| 48.º   | Ángel Cardeal Herrera Oria                | 1947 - 1966 |                                             |
| 47.º   | Balbino Santos y Olvera                   | 1935 - 1946 | Nomeado arcebispo de Granada                |
| 46.º   | Manuel González y García                  | 1920 - 1935 | Nomeado bispo de Palência                   |
| 45.º   | Juan Muñoz y Herrera                      | 1895 - 1919 |                                             |
| 44.º   | Marcelo Spínola y Maestre                 | 1886 - 1895 | Nomeado arcebispo de Sevilha                |
| 43.º   | Manuel Gómez-Salazar y Lucio-Villegas     | 1878 - 1886 | Nomeado arcebispo de Burgos                 |
| 42.º   | Esteban José Pérez Fernández              | 1875 - 1878 |                                             |
| 41.º   | Zeferino González y Díaz Tuñón, O.P.      | 1874 - 1875 |                                             |
| 40.º   | Esteban José Pérez Fernández              | 1868 - 1874 | Nomeado arcebispo de Tarragona              |
| 39.º   | Juan Nepomuceno Cascallana                | 1851 - 1868 | Faleceu no cargo                            |
| 38.º   | Salvador José Reyes y García de Lara      | 1848 - 1851 | Nomeado arcebispo de Granada                |
| 37.º   | José Gómez y Navas, T.O.R.                | 1833 - 1835 | Faleceu no cargo                            |
| 36.º   | Juan José Bonel y Orbe                    | 1831 - 1833 | Nomeado bispo de Córdova                    |
| 35.º   | Juan Nepomuceno Gómez Durán               | 1829 - 1830 | Faleceu no cargo                            |
| 34.º   | Juan Francisco Martínez y Castrillón      | 1828 - 1828 | Faleceu no cargo                            |
| 33.º   | Manuel Martínez Ferro , O.de M.           | 1825 - 1827 | Faleceu no cargo                            |
| 32.º   | Ildefonso Cañedo y Vigil                  | 1814 - 1825 | Nomeado arcebispo de Burgos                 |
| 31.º   | José Vicente Lamadrid                     | 1800 - 1809 |                                             |
| 30.º   | Manuel Ferrer y Figueredo                 | 1785 - 1799 | Faleceu no cargo                            |
| 29.º   | José Molina Lario y Navarro               | 1776 - 1783 | Faleceu no cargo                            |
| 28.º   | José de Franquís Laso de Castilla         | 1756 - 1774 | Faleceu no cargo                            |
| 27.º   | Juan de Eulate y Santa Cruz               | 1745 - 1755 | Faleceu no cargo                            |
| 26.º   | Gaspar Cardeal de Molina y Oviedo, O.S.A. | 1734 - 1744 | Faleceu no cargo                            |
| 25.º   | Diego González Toro y Villalobos          | 1725 - 1734 | Nomeado bispo de Cuenca                     |
| 24.º   | Giulio Cardeal Alberoni                   | 1717 - 1725 |                                             |
| 23.º   | Manuel de Santo Tomás y Mendoza, O.P.     | 1713 - 1717 | Faleceu no cargo                            |
| 22.º   | Francisco de San José Pedro Mesía, O.F.M. | 1704 - 1713 | Faleceu no cargo                            |
| 21.º   | Bartolomé Espejos y Cisneros              | 1693 - 1704 | Faleceu no cargo                            |
| 20.º   | Alfonso Enríquez de Santo Tomás, O.F.M.   | 1664 - 1692 | Faleceu no cargo                            |
| 19.º   | Antonio Peña y Hermosa                    | 1659 - 1664 | Nomeado bispo de Jaén                       |
| 18.º   | Diego Martínez Zarzosa                    | 1656 - 1658 | Faleceu no cargo                            |
| 17.º   | Alfonso de la Cueva-Benavides             | 1648 - 1655 | Faleceu no cargo                            |
| 16.º   | Antonio Henriquez Porres, O.F.M.          | 1633 - 1648 | Faleceu no cargo                            |
| 15.º   | Gabriel Trejo Paniagua                    | 1627 - 1630 | Faleceu no cargo                            |
| 14.º   | Francisco Hurtado de Mendoza y Ribera     | 1622 - 1627 | Nomeado bispo de Plasencia                  |
| 13.º   | Luis Fernández de Córdoba                 | 1615 - 1622 | Nomeado arcebispo de Santiago de Compostela |
| 12.º   | Juan Alonso Moscoso                       | 1603 - 1614 | Faleceu no cargo                            |
| 11.º   | Tomás de Borja                            | 1600 - 1603 | Nomeado arcebispo de Saragoça               |
| 10.º   | Diego Aponte Quiñones                     | 1598 - 1599 | Faleceu no cargo                            |
| 9.º    | Luis García Haro de Sotomayor             | 1587 - 1597 | Faleceu no cargo                            |
| 8.º    | Francisco Pacheco de Córdoba              | 1574 - 1587 | Nomeado bispo de Córdova                    |
| 7.º    | Francisco Blanco Salcedo                  | 1565 - 1574 | Nomeado arcebispo de Santiago de Compostela |
| 6.º    | Bernardo Manrique, O.P.                   | 1541 - 1565 | Faleceu no cargo                            |
| 5.º    | Raffaele Sansoni Riario                   | 1518 - 1521 | Faleceu no cargo                            |
| 4.º    | Cesare Riario                             | 1518 - 1540 | Faleceu no cargo                            |
| 3.º    | Diego Ramírez de Villaescua de Haro       | 1500 - 1418 | Nomeado bispo de Cuenca                     |
| 2.º    | Pedro Díaz de Toledo y Ovalle             | 1487 - 1499 | Faleceu no cargo                            |
| 1.º    | Rodrigo de Soria, O.F.M.                  | 1458 - 1487 | Faleceu no cargo                            |